# NGC 121
NGC 121 je kuglasti skup u zviježđu Tukanu blizu galaktike Malog Magellanova oblaka.

## Vanjske poveznice
- SEDS: NGC 0121